# Millionæren i Røverhænder
Millionæren i Røverhænder er en stumfilm fra 1915 instrueret af A.W. Sandberg efter manuskript af Fritz Magnussen.